# شون ماهر (لاعب كرة قدم)
شون ماهر (بالإنجليزية: Shaun Maher)‏ هو لاعب كرة قدم أيرلندي، ولد في 10 يونيو 1978 في دبلن في جمهورية أيرلندا. لعب مع درودا يونايتد ونادي بورنموث ونادي بوهيميان ونادي بيليمينا يونايتد ونادي فولهام ونادي يميريك.

## وصلات خارجية
- شون ماهر على موقع قاعدة بيانات كرة القدم.إي يو (الإنجليزية)
- شون ماهر على موقع Soccerbase.com (لاعب) (الإنجليزية)